# پیت هاین
پیت هاین (به دانمارکی: Piet Hein)؛ (زادۀ ۱۶ دسامبر ۱۹۰۵ میلادی – درگذشتۀ ۱۷ آوریل ۱۹۹۶ میلادی) همه‌چیزدان (ریاضی‌دان، مخترع، طراح، نویسنده و شاعر) اهل دانمارک بود که غالباً تحت نام مستعار کومبل (زبان نورس باستان: Kumbel، به معنای: «سنگ‌ قبر») می‌نوشت. اشعار کوتاه او، معروف به گروک‌ها (به دانمارکی: gruk)، برای اولین بار در روزنامهٔ پلیتیکن بلافاصله پس از اشغال دانمارک توسط آلمان در آوریل ۱۹۴۰ میلادی با نام مستعار «کومبل کومبلّ» منتشر شد. او همچنین مکعب سوما و بازی رومیزی هگز را اختراع کرد.
او در در ۱۶ دسامبر ۱۹۰۵ در کپنهاگ به دنیا آمد و در ۱۷ آوریل ۱۹۹۶ درگذشت. او فرمول ریاضی ابربیضیها را کشف کرد و با افرادی مثل آلبرت اینیشتین، چارلی چاپلین و نیلز بور رابطهٔ نزدیکی داشت.